# Motorpoint Arena Nottingham
De Motorpoint Arena, oorspronkelijk de Nottingham Arena, is een multifunctionele arena die verbonden is met het National Ice Centre in het district Lace Market van de Engelse stad Nottingham. Het National Ice Centre en de Nottingham Arena werden op 1 april 2000 geopend door de Olympische gouden medaillewinnaar Jayne Torvill. Sinds de opening heeft de arena al meer dan duizend concerten, comedy-acts, familieshows en sportevenementen georganiseerd. De arena is de grootste locatie voor live-entertainment in de East Midlands.